# Стандартна невизначеність
Стандартна невизначеність (англ. standard uncertainty) {\displaystyle u\,} — невизначеність результату вимірювання, виражена як його стандартне (середнє квадратичне) відхилення.

## Класифікація
За методами розрахунку невизначеності поділяють на дві групи:
— невизначеності типу А — невизначеності результату вимірювання, оцінені шляхом статистичного аналізу результатів повторних спостережень;
— невизначеності типу В — оцінені нестатистичними методами.
Слід зазначити, що тип А та В не є замінниками слів "випадкова" чи "систематична". В одному випадку невизначеність, обумовлена випадковими ефектами, може бути оцінена за типом А, в іншому — за типом В. Те ж саме можна сказати і про невизначеності, обумовлені впливом систематичних чинників. Таким чином, не можна безпосередньо зіставити невизначеності типу А чи В з випадковими або систематичними похибками. Причина в тому, що носять чи ні похибки, пов'язані з компонентами невизначеності, систематичний або випадковий характер, однозначно не визначається, а залежить від конкретного випадку. Так похибка, що обумовлена випадковими ефектами, стає систематичною, якщо результат вимірювання входить як вхідна величина в подальше вимірювання.
Приклад.
 Концентрація радіоактивного ізотопу в стандартному зразку визначалась шляхом вимірювання активності. Для простоти припустимо, що під час цього вимірювання були винятково випадкові відхилення. Якщо невідома концентрація в зразку визначається в подальших вимірюваннях шляхом порівняння з цим стандартним зразком, його похибка впливає на всі ці результати вимірювання однаковим чином, тобто буде проявлятись як систематичний ефект.

## Оцінювання за типом А
В разі проведення вимірювань з багаторазовими спостереженнями для величини {\displaystyle X\,} одержують ряд результатів повторних спостережень {\displaystyle x_{1},x_{2},...,x_{n}\,}. При цьому в більшості випадків за результат вимірювання приймають середнє арифметичне {\displaystyle {\bar {x}}}. Тоді стандартна невизначеність типу А може бути розрахована як статистична оцінка стандартного відхилення середнього арифметичного за формулою
{\displaystyle u_{A}({\bar {x}})={\sqrt {{\frac {1}{n(n-1)}}\sum _{i=1}^{n}(x_{i}-{\overline {x}})^{2}}},}
де {\displaystyle i\,} — порядковий номер результату спостереження, {\displaystyle n\,} — кількість результатів повторних спостережень.
Необхідно зробити застереження щодо сприйняття оцінювання невизначеності за типом А як примітивного застосування наведеної вище формули. Результати повторних спостережень попередньо мають бути скориговані (при потребі) з урахуванням впливу відомих систематичних ефектів, а також проаналізовані на предмет наявності промахів, які потрібно вилучити.
Якщо за результат вимірювання приймається не середнє значення, а результат окремого спостереження, а багаторазові вимірювання проведені з метою оцінки внеску в невизначеність випадкових ефектів, то як оцінка стандартної невизначеності за типом А приймається не стандартне відхилення середнього, а стандартне відхилення ряду результатів повторних спостережень.

## Оцінювання за типом В
Більшість вимірювань є одноразовими. Навіть у випадку вимірювань з багаторазовими спостереженнями число повторних вимірювань переважно є відносно невеликим, а отже оцінка стандартної невизначеності за типом А буде ненадійною. В такому разі оцінювати стандартну невизначеність доцільно іншими методами.
Як правило, оцінювання стандартної невизначеності за типом В зводиться до застосування апріорного закону розподілу. Наприклад, для результату вимірювання {\displaystyle x\,}, який описується нормальним розподілом, стандартна невизначеність типу В оцінюється за формулою
{\displaystyle u_{B}(x)\approx {\frac {b-a}{6}},}
де {\displaystyle a\,} та {\displaystyle b\,} — ліва та права границі розподілу відповідно.
Отже, розрахунок стандартної невизначеності за типом В можливий в разі наявності певної інформації про величину, для якої здійснюється оцінювання. Такою інформацією є знання виду закону розподілу та його границь. Ці знання ми можемо отримати із певних джерел, а саме:
— із даних попередніх (архівних) або спеціальних додаткових вимірювань;
— із специфікацій (документації) виробника на прилади та матеріали, що застосовуються в процесі вимірювання;
— із протоколів чи свідоцтв про повірку та калібрування засобів вимірювальної техніки;
— із довідкових даних;
— спираючись на знання про поведінку і властивості речовин чи приладів.
Досить поширеною є ситуація, коли відомі границі розподілу, а будь-яка інформація про розподіл величини в межах границь відсутня. В такому випадку під час розрахунку стандартної невизначеності виходять із формули для рівномірного розподілу, яка має вигляд
{\displaystyle u_{B}(x)={\frac {b-a}{2{\sqrt {3}}}}.}
Приклад.
При зважуванні на шкальних вагах оператор через неможливість абсолютно точного зчитування показів ваг за результат зважування приймає значення, що відповідає найближчій до вказівника поділці. Отже, в результат вимірювання буде внесена невизначеність, пов'язана з неточністю зчитування показів. Оцінимо вказану невизначеність. Для того спочатку знайдемо границі розподілу. Нехай ціна поділки ваг {\displaystyle q\,}. Зчитуючи вказаним способом покази ваг, оператор не «помилиться» більше, ніж на половину поділки. Така «помилка» буде в тому випадку, коли вказівник зупиниться точно між поділками. При цьому її значення становитиме {\displaystyle +{\frac {q}{2}}}, якщо оператор прийме значення, що відповідає правій поділці шкали, та {\displaystyle -{\frac {q}{2}}}, якщо лівій. Таким чином, границі розподілу — {\displaystyle b=+{\frac {q}{2}}}, {\displaystyle a=-{\frac {q}{2}}}. Оскільки вид реального закону розподілу невідомий, приймемо рівномірний розподіл. В такому разі
{\displaystyle u_{B}(x)={\frac {{\frac {q}{2}}-(-{\frac {q}{2}})}{2{\sqrt {3}}}}={\frac {q}{2{\sqrt {3}}}}.\,}
Нерідко відомо, що значення величини більш ймовірні в центрі розподілу, ніж на краях. Це свідчить про те, що розподіл не є рівномірним. Якщо немає впевненості в тому, що розподіл нормальний, то слід вибрати компромісний між нормальним та рівномірним. Таким розподілом може бути трикутний. Тоді
{\displaystyle u_{B}(x)={\frac {b-a}{2{\sqrt {6}}}}.}

## Підсумок
При оцінюванні невизначеності як за типом А, так і за типом В невизначеність подається через стандартне відхилення. Однаковий підхід до оцінювання невизначеності незалежно від її джерела особливо важливий з урахуванням того, що стандартна невизначеність не є кінцевим параметром, а в подальшому використовується для розрахунку сумарної стандартної невизначеності. Це дозволяє однаковим чином враховувати всі компоненти невизначеності під час розрахунку сумарної невизначеності, не турбуючись про їх походження.
Як правило, спеціалісти схильні віддавати перевагу оцінкам, які базуються на результатах повторних спостережень (оцінки типу А). Однак ці оцінки можуть бути не досить точними. Неточність може бути особливо великою, якщо кількість спостережень менша десяти. В цьому випадку потрібно користуватися оцінками типу В. Експертна оцінка може бути такою ж реалістичною, як і оцінка за типом А. Звичайно, експерт спирається завжди на певні припущення, однак ці припущення обґрунтовуються знаннями про вимірювальну процедуру та прилади, набутими в процесі досвіду. Крім того, вибір закону розподілу відповідно до правил, описаних вище, убезпечує від заниження оцінки невизначеності, тобто від завищення точності вимірювань. В переважній більшості випадків точність занижується, але це менш небезпечно, ніж її завищення. Зрозуміло, наслідком цього можуть бути (хоча й не обов'язково) матеріальні втрати. Заниження точності є своєрідною «платою» за небажання встановлювати вид реального закону розподілу. Таке встановлення вимагає додаткових затрат як часу, так і матеріальних ресурсів і не факт, що ці затрати будуть менші від втрат через заниження точності. Крім того, нерідко встановлення виду реального закону розподілу є неможливим через певні причини.
Наостанок зазначимо, що термін «стандартна невизначеність» стосується в основному окремих джерел невизначеності, які дають внесок в повну невизначеність результату вимірювання.